# Schloss Jochsberg
Das Schloss Jochsberg war eine zum Schloss ausgebaute Wasserburg der Herren von Seckendorff an der Altmühl am Ostrand des Gemeindeteils Jochsberg der Stadt Leutershausen im Landkreis Ansbach in Mittelfranken in Bayern.

## Geschichte
Ein erster Hinweis auf die Existenz der Burg ist die 1274 erstmals erfolgte Erwähnung eines Ortsadelsgeschlecht der Herren von Jochsberg. Ihre erste ausdrückliche Erwähnung erfolgte 1308, als sie von Gerbert von Jochsberg an dessen Schwiegersohn Lupold Taube ging. Vermutlich 1334 erwarb Burkard von Seckendorff die Burg, der in seiner Eigenschaft als Vogt zu Ansbach auf der Suche nach einem nahegelegenen Sitz war. 1339 stiftete er eine Burgkapelle. 1391 wird die Burg erstmals als Lehen der Nürnberger Burggrafen erwähnt. 1423 veräußerten die von Seckendorff die Burg aufgrund drückender Schulden an Conz Lesch, spätestens 1440 war sie aber wieder in ihrem Besitz. Die Jochsberger Linie der von Seckendorff starb 1452 aus. Das Lehen wurde zunächst durch Markgraf Albrecht Achilles als erledigt eingezogen, aber 1459 an Friedrich von Seckendorff-Rinhofen wieder ausgegeben. 1630 wurde das Lehen nach dem Tode Hans Joachim von Seckendoffs erneut als erledigt eingezogen. Der Markgraf von Ansbach setzte auf dem Schloss als Verwalter einen Vogt ein, ließ aber die Seckendorffsche Witwe und ihren neuen Ehemann noch bis 1650 dort wohnen. Später diente das Schloss auch zur Versorgung der Witwen des Fürstenhauses. 1706 wurde der Wirtschaftshof aufgegeben und an Privatleute verkauft. 1798 wurde in den Schlossräumen eine Baumwollmanufaktur eingerichtet. 1807 wurde das Schloss abgerissen.

## Beschreibung
Die Burg war früher von zwei Armen der Altmühl umflossen. Der die Burg umgebende doppelte Wassergraben lag aber schon am Ende des 18. Jhs. trocken. Das eigentliche Burgareal ist heute als 55 × 45 m große, leicht erhöhte Fläche erkennbar. Von der Bebauung ist heute nur noch ein tonnengewölbter Keller, der am Eingang mit der Jahreszahl 1315 bezeichnet ist, und darüber in einer Fachwerkscheune aufgehendes Mauerwerk erhalten. Am Burghügel sind noch Teile der Böschungsbefestigung vorhanden.
Das Hauptgebäude bestand laut einer Beschreibung vom Beginn des 19. Jhs. aus einem Dreiflügelbau, von dem der Nord- und Ostflügel jeweils drei Stockwerke, der Südflügel aber nur zwei Stockwerke hoch waren. 1544 wird auch ein Zwinger erwähnt.